# 源文本
源文本，又称为源语文本、原文本、原文、源语语篇、源文、源文文本等，是指信息、概念或思想所源自的文字（有时为口头形式）。在文字翻译领域，指所要翻译成其他语言的原始文字。